# Кандык
Канды́к (лат. Erythŕonium) — многолетнее травянистое луковичное растение, род семейства Лилейные (Liliaceae). Ранневесенний эфемероид горных лесов.

## Название
Растение упоминается ещё древнегреческим учёным Диоскоридом под именем греч. σατύριον έρυθρόνιον.
Латинское название рода — Erythronium — дано Линнеем по греческому названию одного из видов кандыка у Диоскорида; греч. ἐρυθρός (эрютрос) означает красный.
Русское название заимствовано из тюркских языков, где kandyk означает собачий зуб. Собачий зуб в то же время — видовой эпитет одного из евразиатских видов кандыка (Erythronium dens-canis), как на русском языке, так и по-латыни.
В. И. Даль в своём Словаре приводит такое странное русское местное название кандыка, как гнилые коренья.

## Ботаническое описание

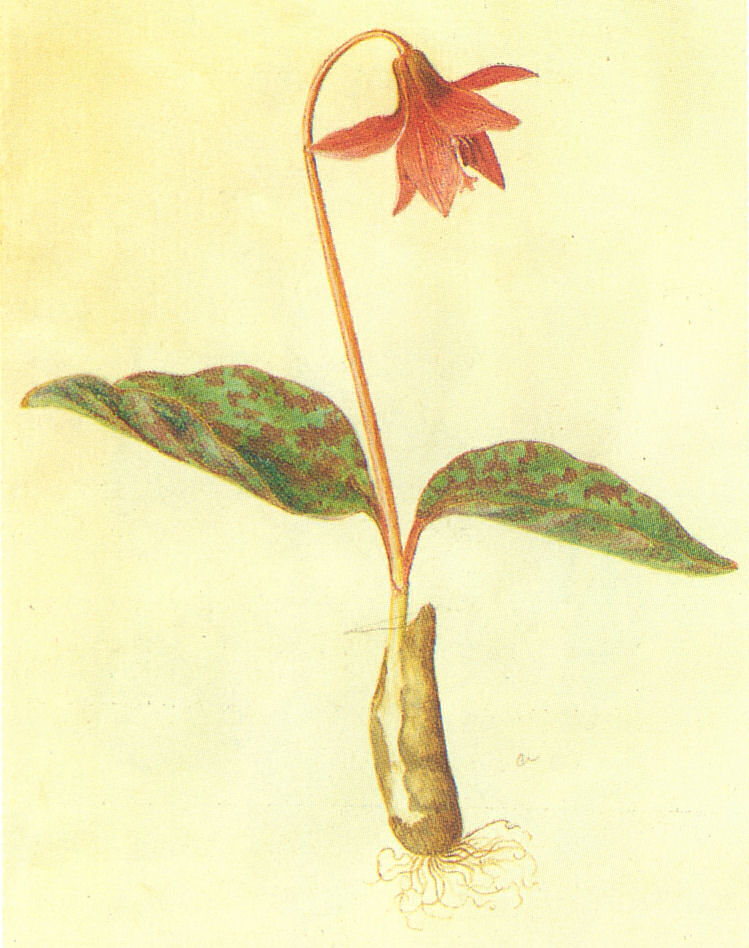
Кандык собачий зуб. Ботаническая иллюстрация Ганса-Симона Хольцбеккера (Hans-Simon Holtzbecker) из Gottorfer Codex, 1649—1659

Растение 10—30, редко до 60 см высотой.
Луковица яйцевидно-цилиндрическая, однолетняя.
Листья у основания цветоносного стебля в числе двух; супротивные, черешчатые, яйцевидно- или удлинённо-ланцетовидные, одноцветные или испещрённые бурыми пятнами.
Цветок чаще один (редко несколько), околоцветник крупный, поникающий, из 6 листочков, при основании колокольчато-сближенных, выше расходящихся и изгибающихся наружу. Листочки околоцветника розово-пурпуровые, жёлтые или белые, довольно длинные (от 18 до 20 мм). Внутренние листочки околоцветника при основании с поперечной складочкой, ниже которой расположены небольшие ямки. Тычинок шесть, с линейно-продолговатыми пыльниками. Тычиночные нити при основании линейные, посредине веретенообразно-вздутые и на вершине сильно утончённые. Столбик нитевидный, наверху утолщающийся, с трёхраздельным рыльцем, доли которого обычно двусторонние. Цветение в конце апреля — начале мая.
Плод — обратнояйцевидная коробочка с немногими семенами.

## Распространение и экология
Кандык распространён преимущественно в горных районах Северной Америки, а также в горах Европы (Кандык собачий зуб (Erythronium dens-canis)), Кавказа (Кандык кавказский (Erythronium caucasicum)), южной части Сибири (Кандык сибирский (Erythronium sibiricum)), Японии, Маньчжурии.
В России и сопредельных странах встречаются четыре вида кандыка (Флора СССР указывает только на два).
Растёт большей частью в альпийском поясе около тающих снегов, в альпийских тундрах и лугах, на каменистых сопках в предгорьях. Отдельные виды встречаются в хвойных (елово-пихтово-сосновых) лесах по опушкам, на лесных пойменных лугах.

### Охранный статус
Кандык кавказский, Кандык японский (Erythronium japonicum), Кандык собачий зуб были включены в Красную книгу СССР.
Кандык кавказский, Кандык японский и Кандык сибирский занесены в Красную книгу России.

## Виды

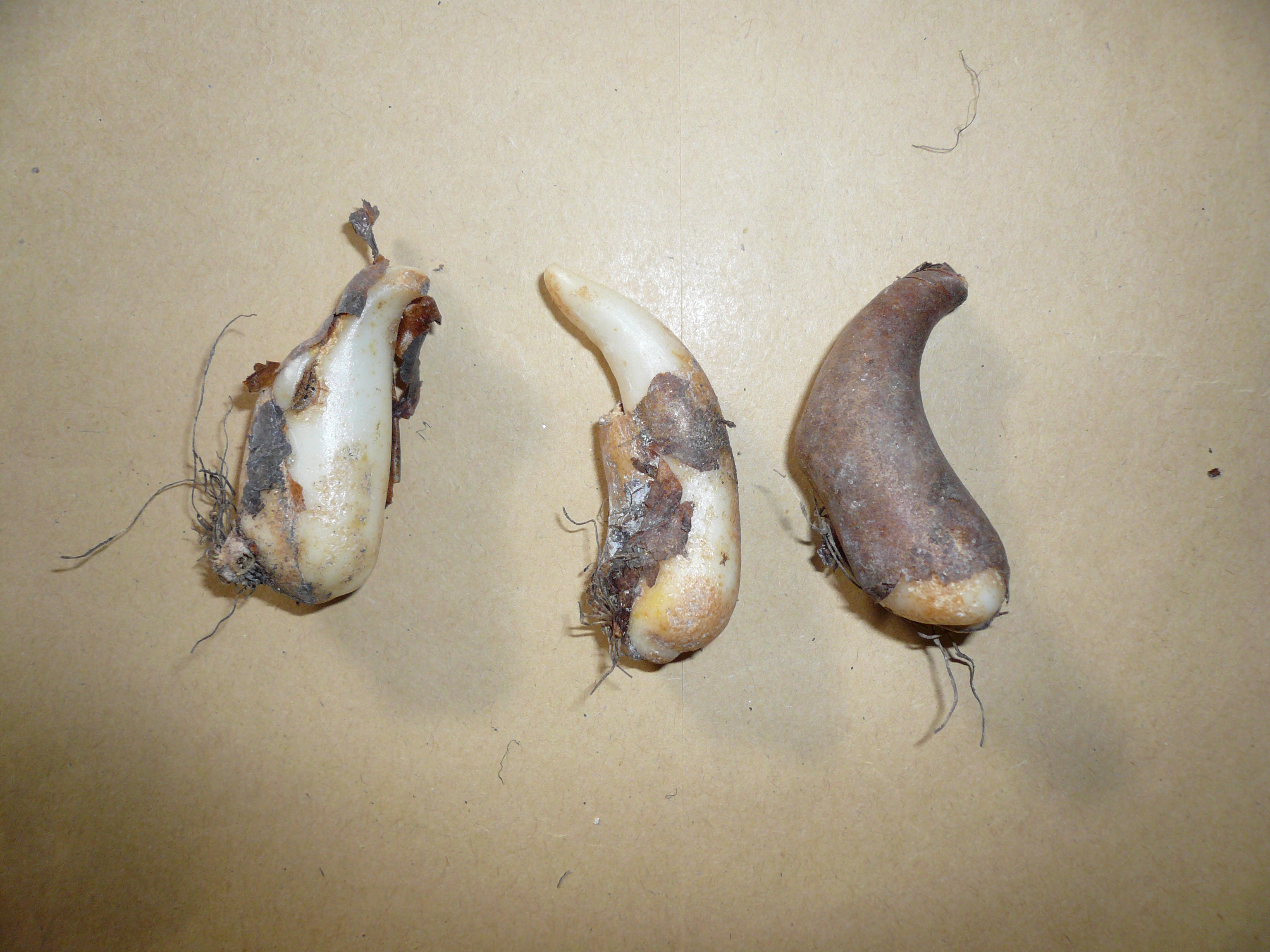
Луковицы кандыка собачьего зуба по форме напоминают собачьи клыки

По информации базы данных The Plant List, род включает 29 видов:
- Erythronium albidum Nutt. — Кандык беловатый
- Erythronium americanum Ker Gawl. — Кандык американский
- Erythronium californicum Purdy — Кандык калифорнийский
- Erythronium caucasicum Woronow — Кандык кавказский
- Erythronium citrinum S.Watson — Кандык лимонно-жёлтый
- Erythronium dens-canis L. typus[1] — Кандык собачий зуб, или Кандык европейский
- Erythronium elegans P.C.Hammond & K.L.Chambers — Кандык изящный
- Erythronium grandiflorum Pursh — Кандык крупноцветковый
- Erythronium helenae Applegate — Кандык горы Святой Елены
- Erythronium hendersonii S.Watson — Кандык Хендерсона
- Erythronium howellii S.Watson — Кандык Хауэлла
- Erythronium idahoënse H.St.John & G.N.Jones — Кандык айдахоский
- Erythronium japonicum Decne. — Кандык японский
- Erythronium klamathense Applegate — Кандык кламатский
- Erythronium mesochoreum Knerr — Кандык внутренний, или Кандык мезохорный
- Erythronium montanum S.Watson — Кандык горный
- Erythronium multiscapideum (Kellogg) A.Nelson & P.B.Kenn. — Кандык многостебельный
- Erythronium oregonum Applegate — Кандык орегонский
- Erythronium pluriflorum Shevock, Bartel & G.A.Allen — Кандык многоцветковый
- Erythronium propullans A.Gray — Кандык побеговый
- Erythronium purpurascens S.Watson — Кандык краснеющий
- Erythronium pusaterii (Munz & J.T.Howell) Shevock, Bartel & G.A.Allen — Кандык Пусатери
- Erythronium quinaultense G.A.Allen — Кандык квинайлский
- Erythronium revolutum Sm. — Кандык завёрнутый, или Кандык отвёрнутый
- Erythronium rostratum W.Wolf — Кандык клювовидный
- Erythronium sibiricum (Fisch. & C.A.Mey.) Krylov — Кандык сибирский
- Erythronium taylorii Shevock & G.A.Allen — Кандык Тейлора
- Erythronium tuolumnense Applegate — Кандык туолумнийский
- Erythronium umbilicatum C.R.Parks & Hardin — Кандык пуповидный

В 2011 году был описан новый вид этого рода, распространённый в Западном Саяне, — Erythronium sajanense Stepanov & Stassova (Кандык саянский).

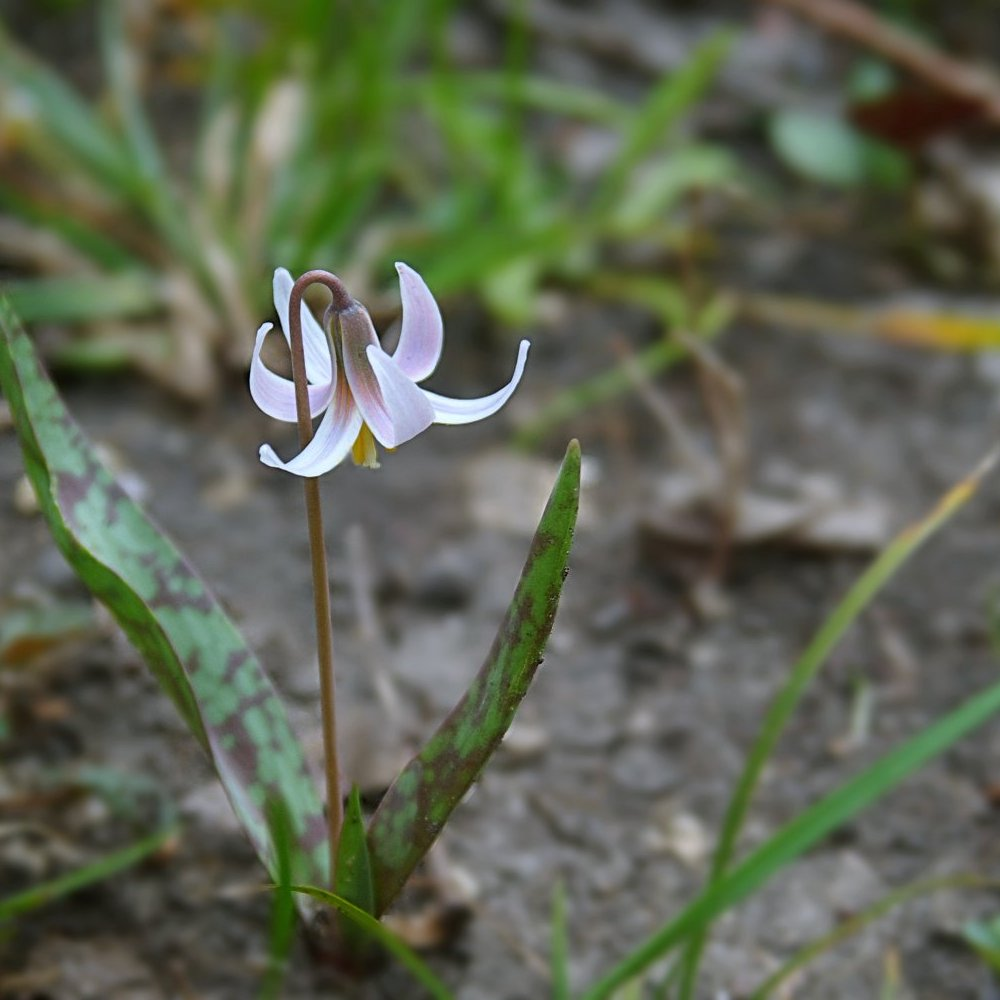
Erythronium albidum
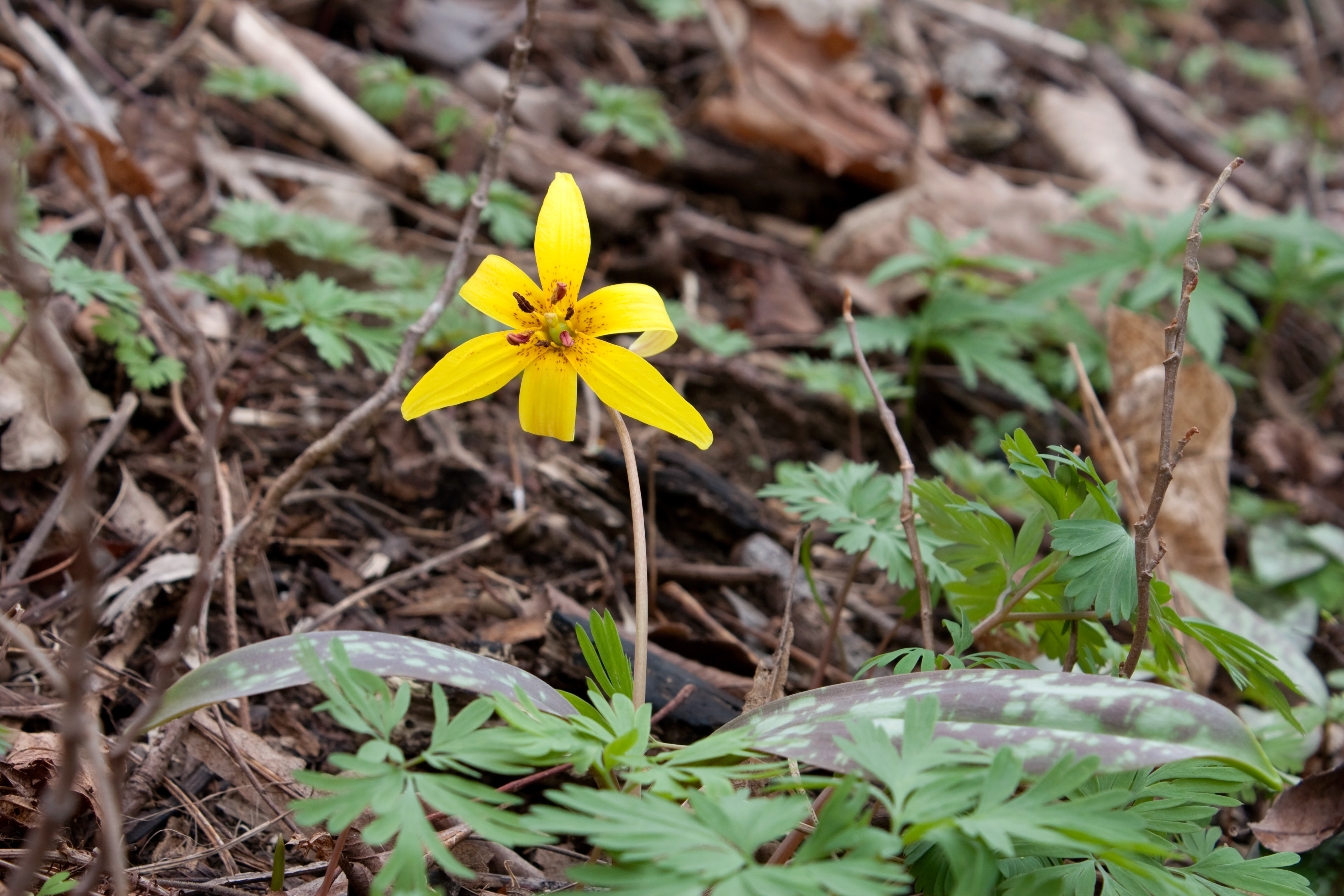
Erythronium americanum
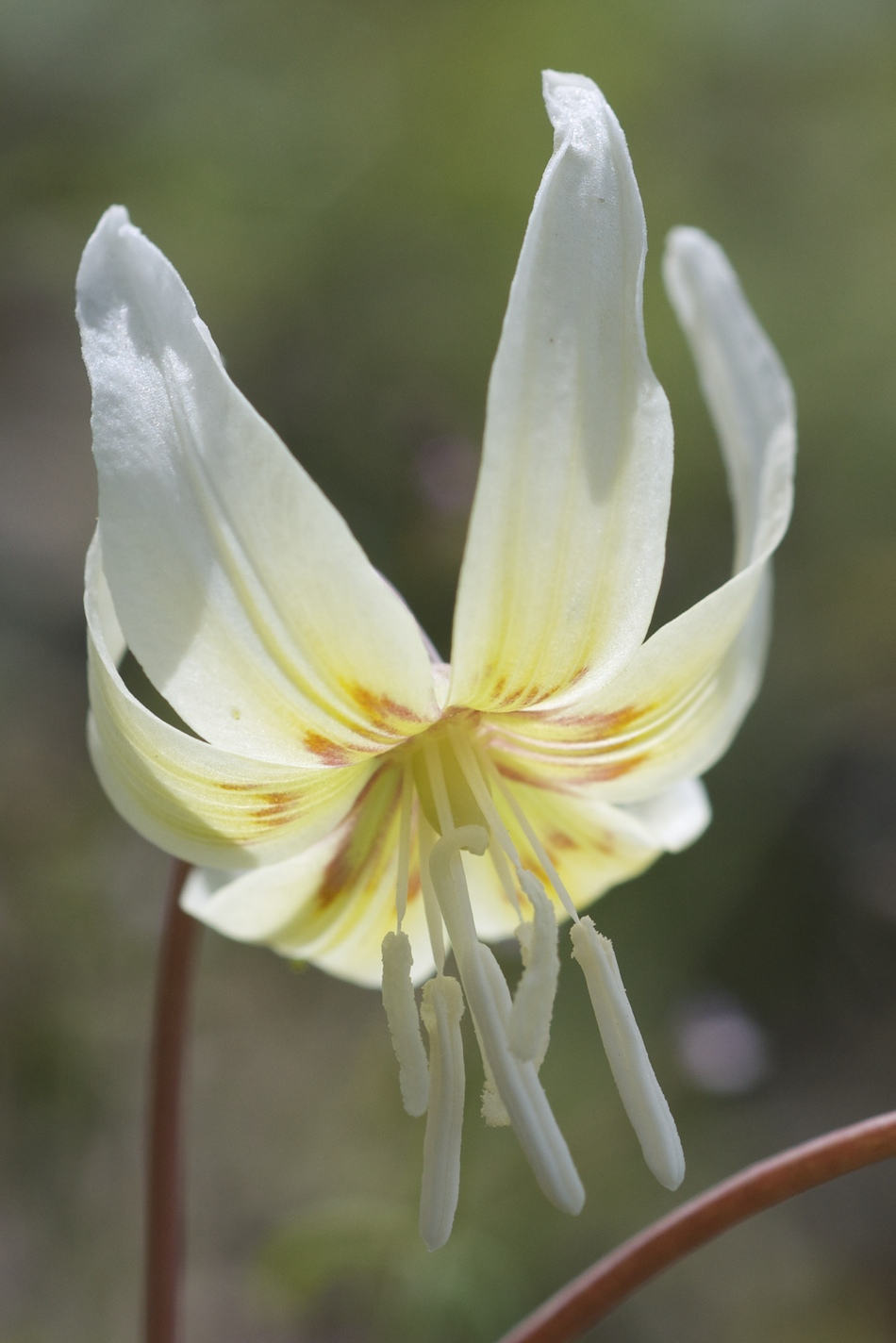
Erythronium californicum
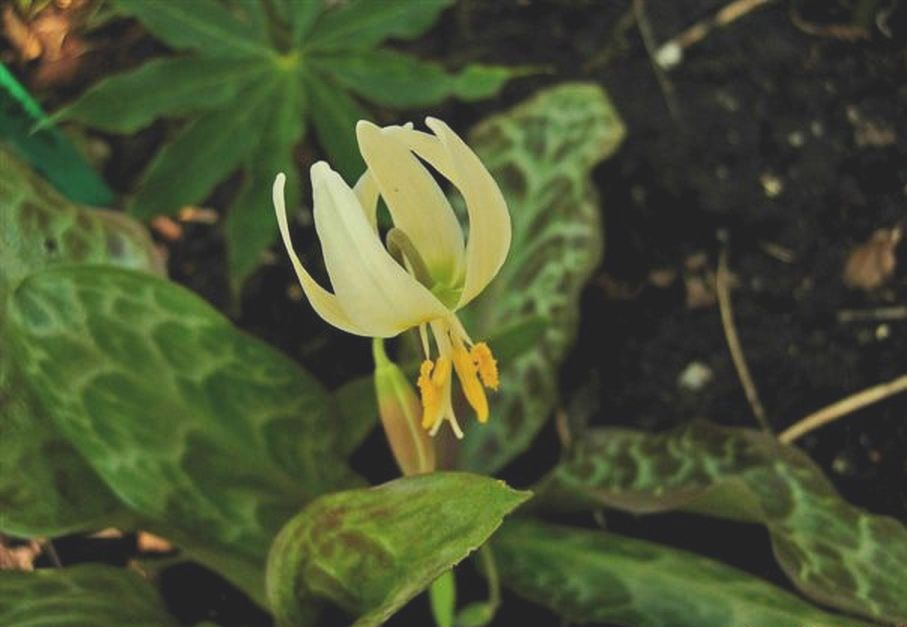
Erythronium citrinum
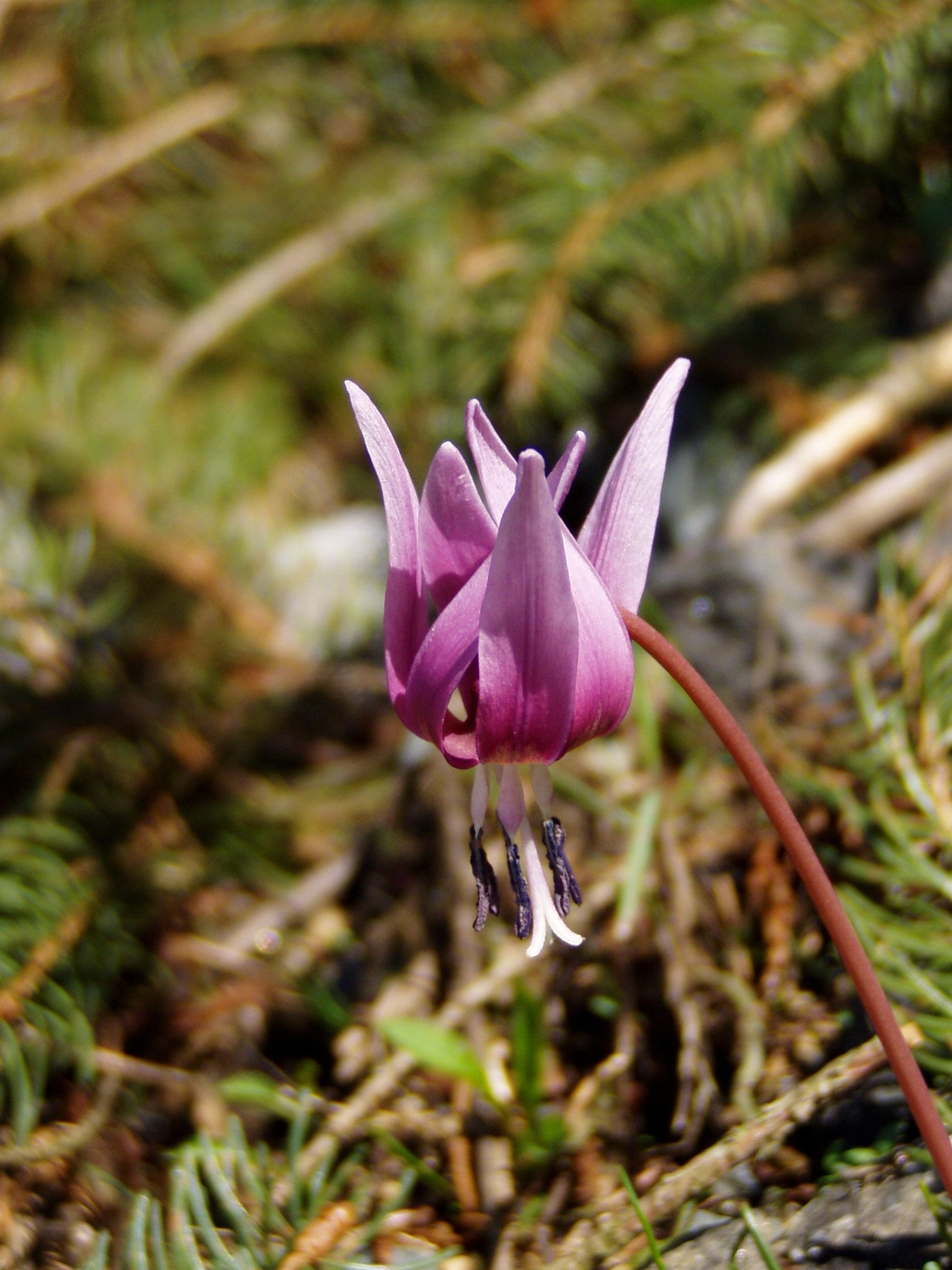
Erythronium dens-canis
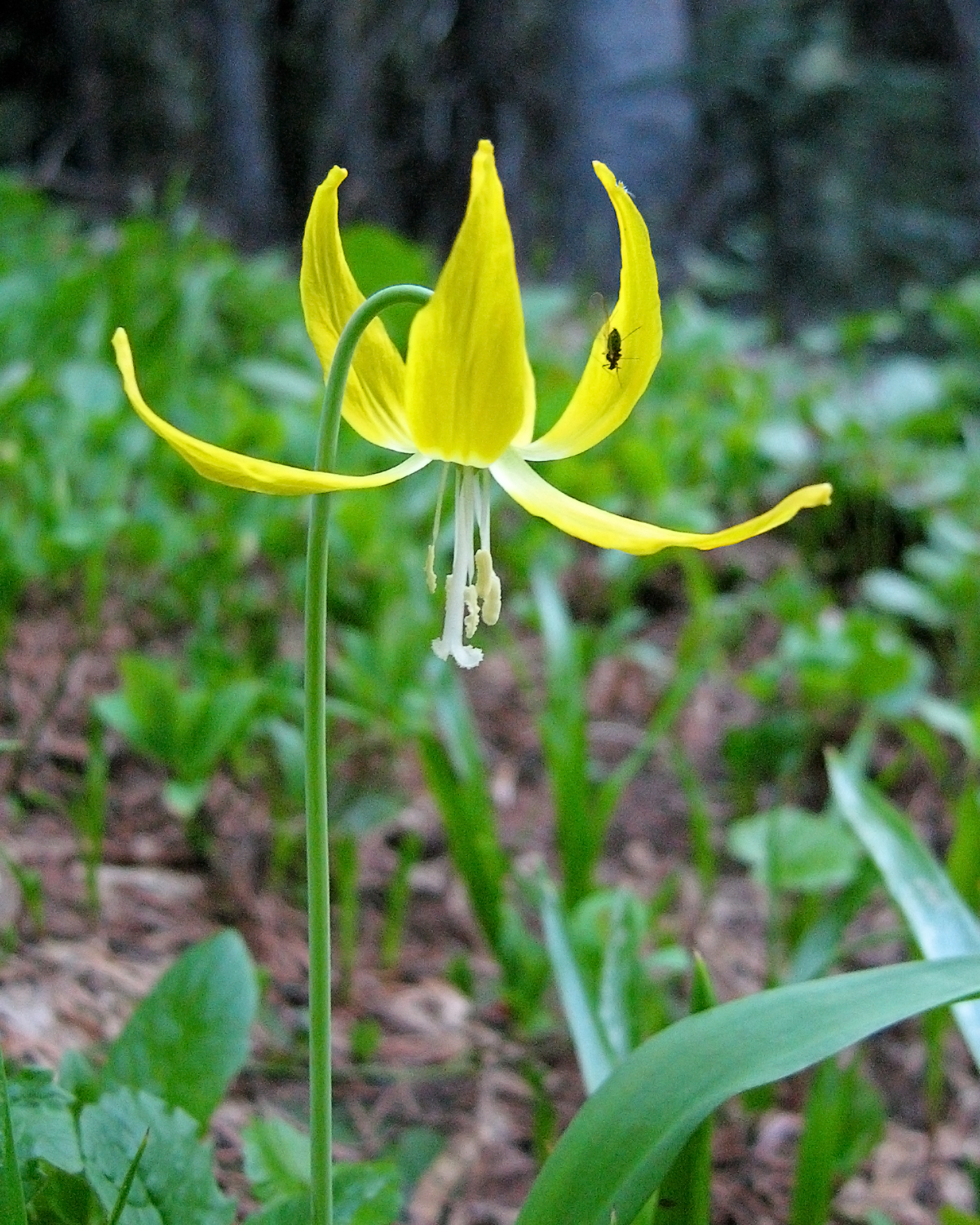
Erythronium grandiflorum
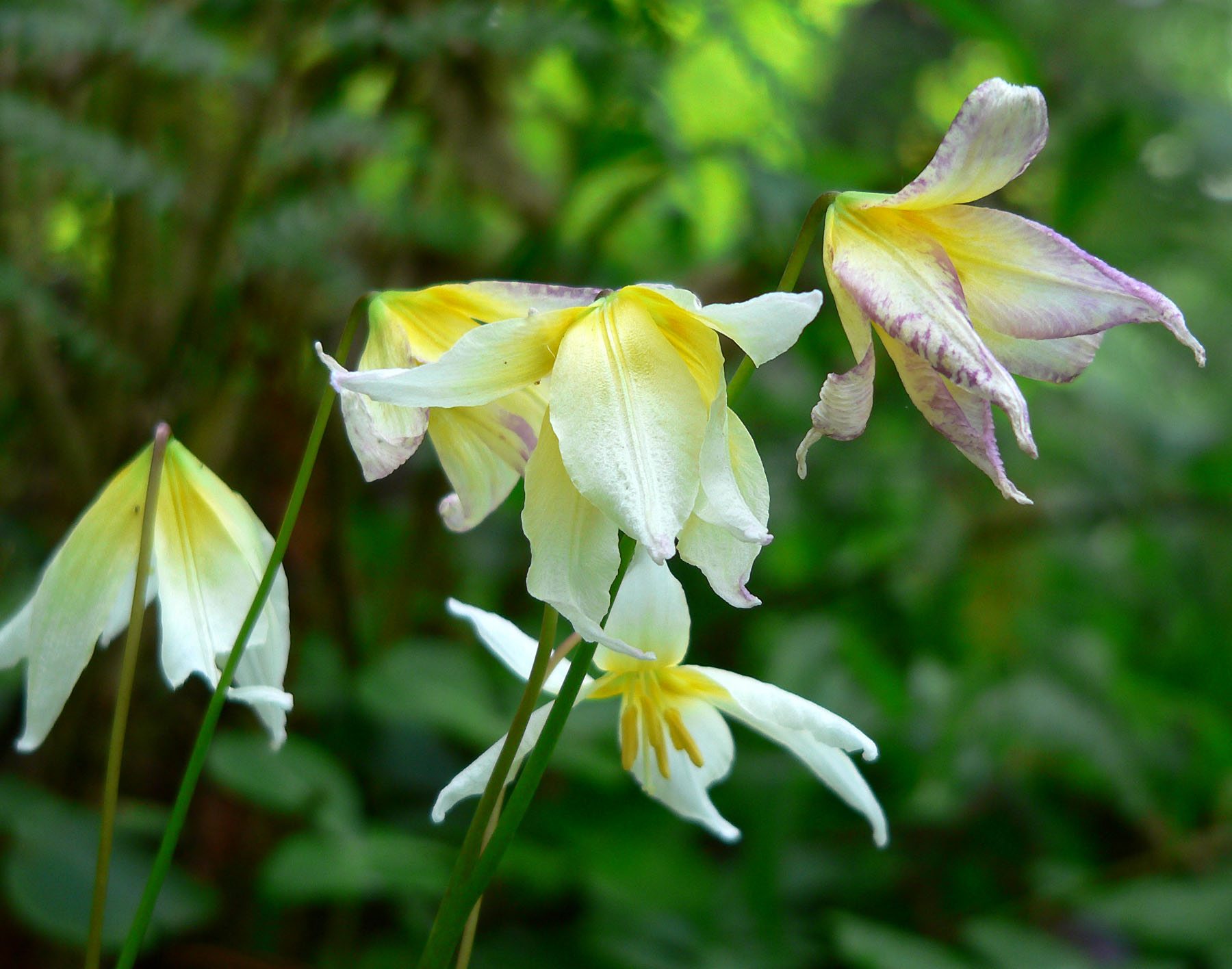
Erythronium helenae
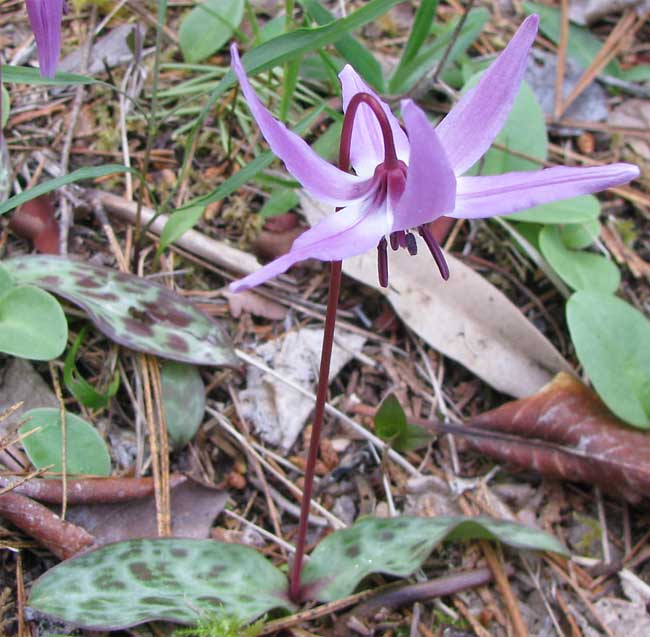
Erythronium hendersonii
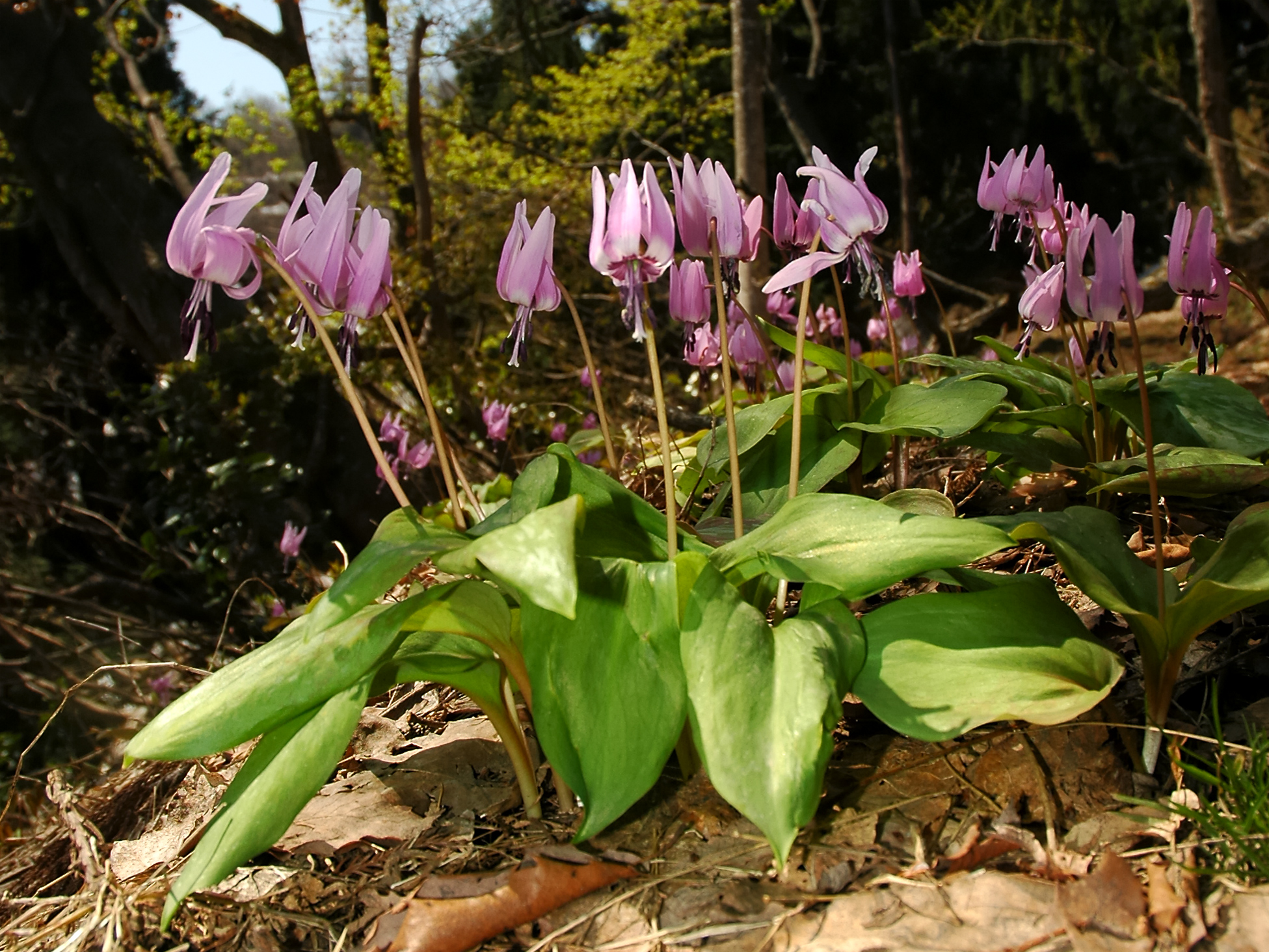
Erythronium japonicum
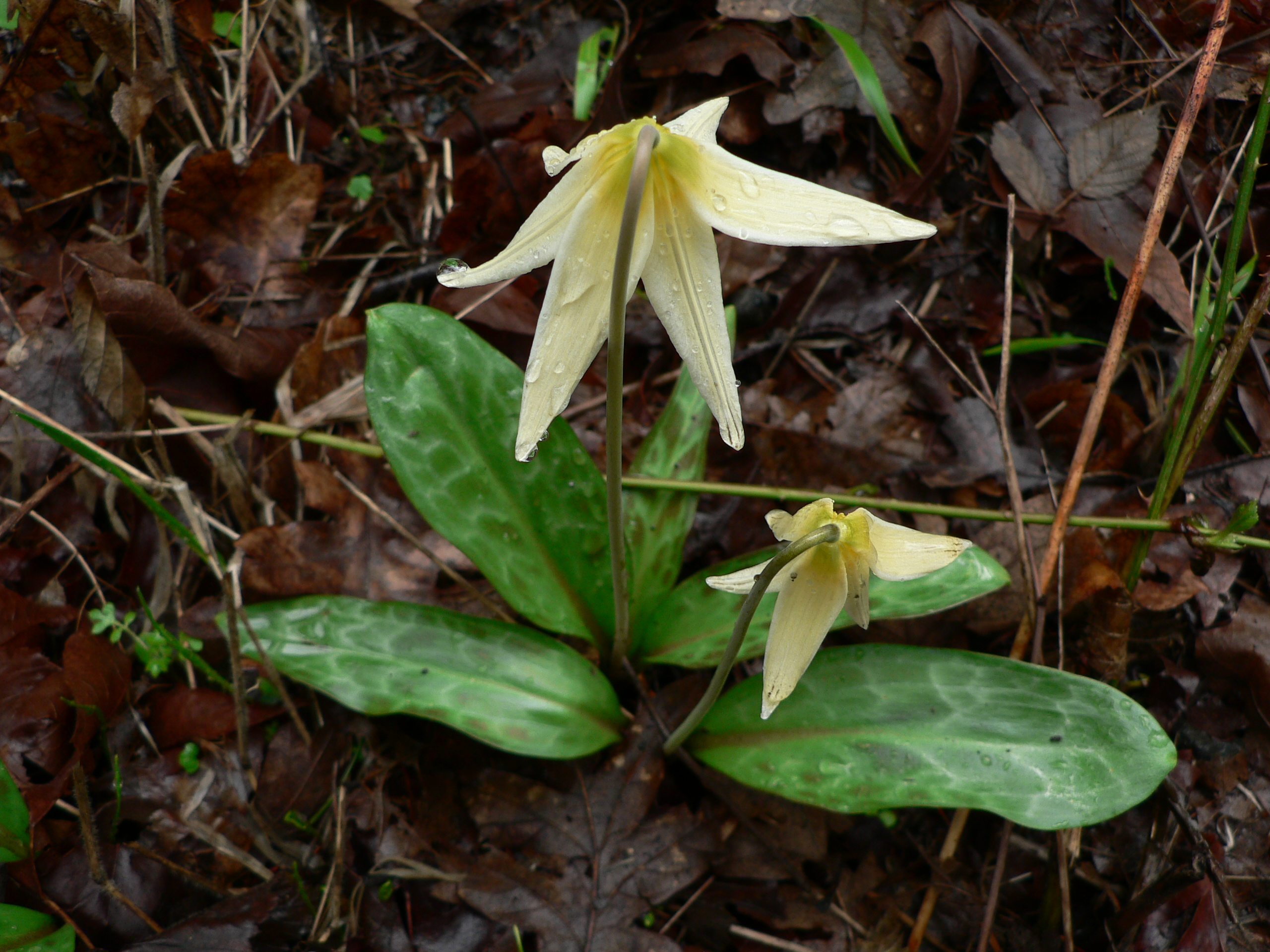
Erythronium oregonum
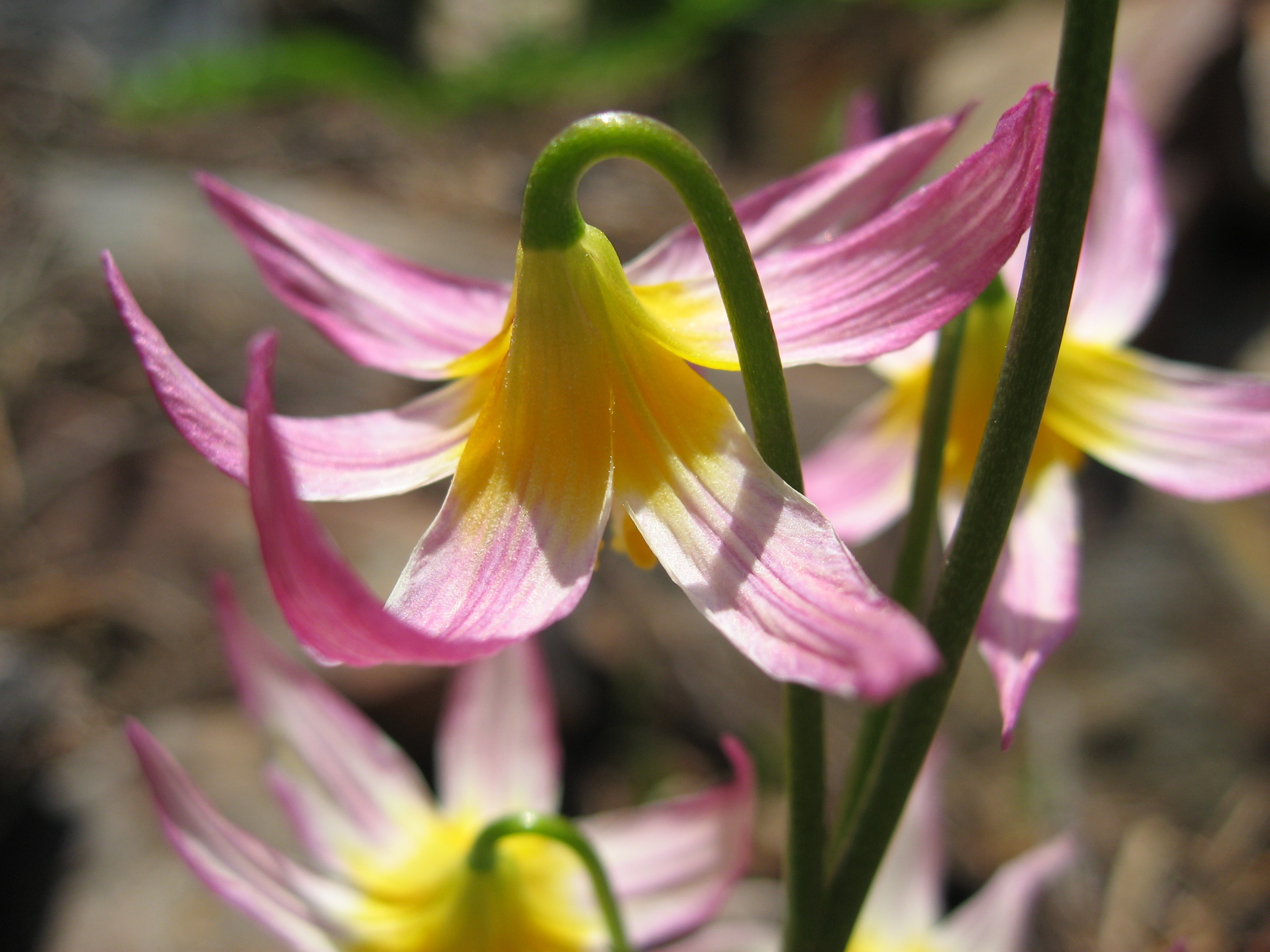
Erythronium purpurascens
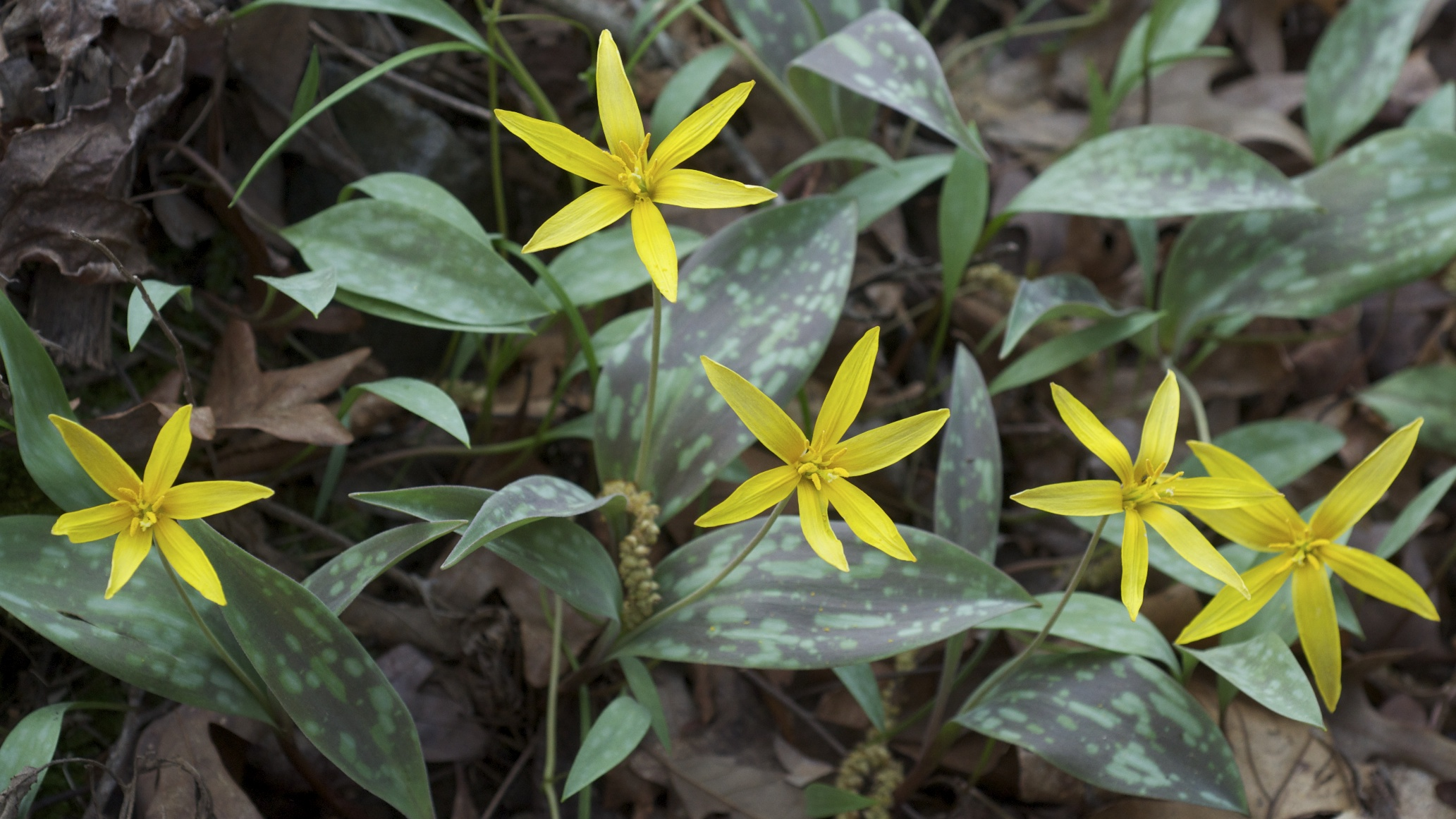
Erythronium rostratum
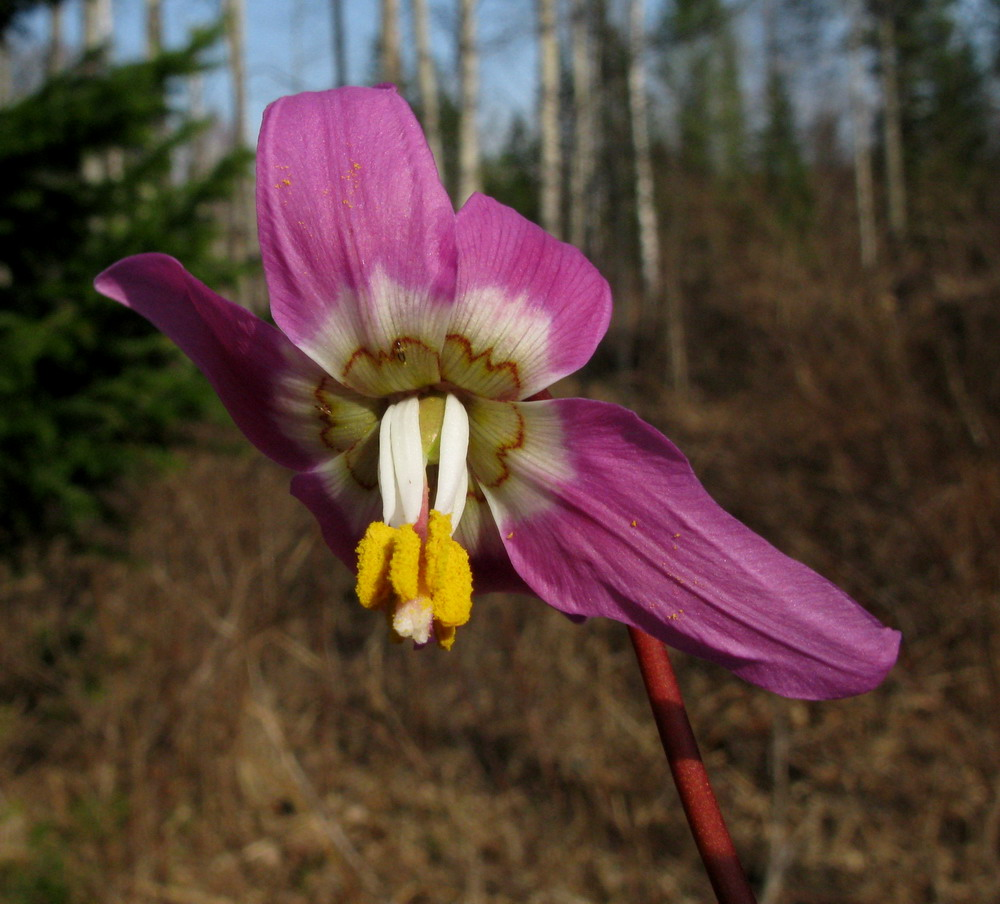
Erythronium sajanense
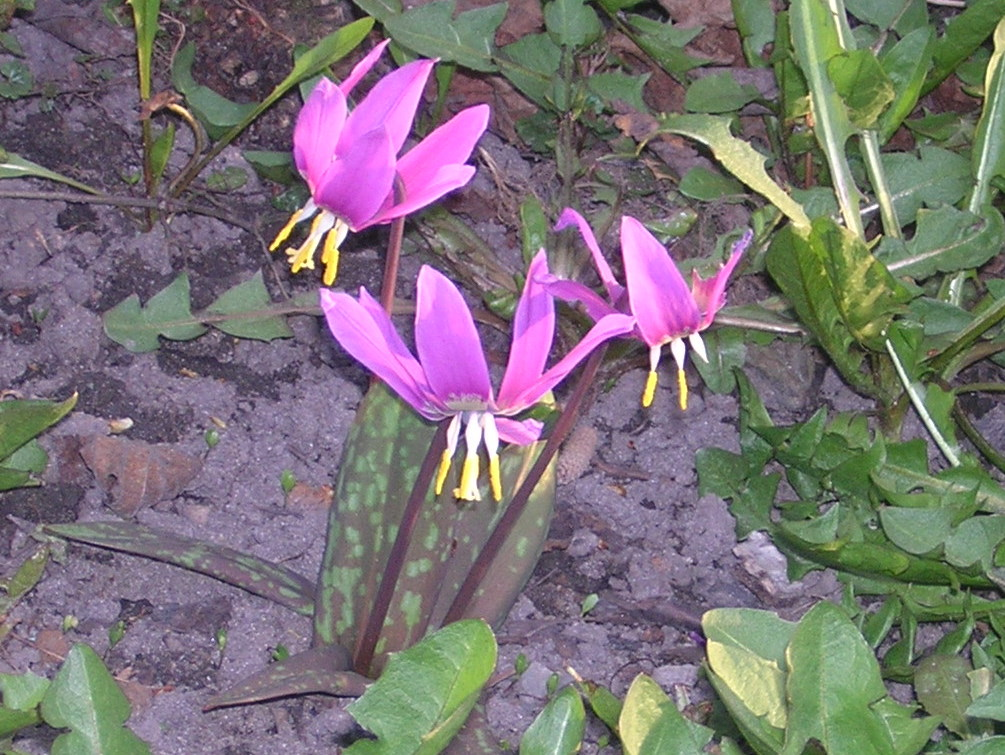
Erythronium sibiricum

## Значение и использование
Луковицы некоторых видов используют в пищу и как лекарственное средство.
Виды кандыка часто разводится в садах, как раннее весеннее декоративное растение, а также на альпинариях.
По утверждению С. И. Ростовцева, «луковицы употребляются татарами в пищу; из них приготовляется также опьяняющий напиток, называемый абыртка, заменяющий на татарских праздниках пиво. Раньше клубни (лат. Radix dens canis) употреблялись в медицине от глистов, колик, падучей болезни и как афродизиатическое средство».

### Агротехника культивируемых растений
С. И. Ростовцев писал: «Земля должна быть песчанистая, лучше же вересковая или лесная. Любит тень. Размножается лучше всего детками от луковиц. Их отделяют каждые 3 года после плодоношения. Зимуют без покрышки даже в Петербурге».

### Сорта
По данным Royal General Bulb Growers' Association (KAVB) за 2011 год, зарегистрировано 15 сортов:
- E. dens-canis 'Anna Carolina'. Цветки фиолетовые[13].
- E. dens-canis 'Charmer'. Регистратор: Tubergen. Цветки белые, основание цветков с коричневым и сиреневым, внутри бледно-лиловые с коричневым кольцом, в центре зеленоватые. Листья коричневатые с нерегулярными пестринами. Награды: T.G.A.-B.C. 1960[14].
- 'Citronella' W.P. van Eeden, 1992.
- E. dens-canis 'Frans Hals'. Цветки фиолетовые с зеленовато-бронзовым основанием, в центре зеленовато-жёлтые[15].
- 'Jeanette Brickell' E.C. Anderson, 1978. Листья слегка пёстрые. Цветки белые, в количестве до 7 шт. Сорт гибридного происхождения, создан в 1956 году, зарегистрирован в 1978[16].
- 'Jeannine'. Регистратор: W.P. van Eeden, 1984. Высота растений 30—40 см. Цветки серно-жёлтые. Награды: A.M.-B.C. 1984[17].
- 'Kondo'. Регистратор: L. Slikker. Цветки серно-жёлтые, центр кольца коричневый, от сорта 'Pagoda' отличается особенностями пестроты листьев. Награды: A.M.-B.C. 1960, T.G.A.-B.C. 1963, F.C.C.-B.C. 1962[18].
- E. dens-canis 'Lilac Wonder'. Регистратор: N. Roozen. Цветки фиолетовые с коричневым основанием. Награды: A.M.-B.C. 1943[19].
- 'Pagoda'. Оригинатор: L. Slikker, регистратор: Walter Blom & Sons. Высота растений 20—30 см. Цветки жёлтые, в центре с коричневым. Награды: A.M.-B.C. 1959, F.C.C.-B.C. 1963, T.G.A.-B.C. 1963[20].
- E. revolutum 'Pink Beauty'. Цветки бледно-розовые[21].
- E. dens-canis 'Pink Perfection'. Цветки розовые[22].
- E. dens-canis 'Purple King'. Регистратор: G.C. van Meeuwen, 1937. Цветки пурпурно-фиолетовые, в центре с коричневыми пятнышками и полосками с белым краем. Награды: T.G.A.-B.C. 1960[23].
- 'Rippling Waters'. Регистратор: ICRA, 2008. Листья с хорошо выраженным мраморным рисунком. Цветки белые, до 8 см в диаметре. Горло и пыльники жёлтые, нити расширены у основания[24].
- E. revolutum 'Rose Beauty'. Листья с тёмно-коричневыми пестринами, цветки розовые[25].
- E. dens-canis 'Rose Queen'. Цветки розовые[26].